# هاینز ورنر اگلینگ
هاینز ورنر اگلینگ (انگلیسی: Heinz-Werner Eggeling؛ زادهٔ ۱۷ آوریل ۱۹۵۵) بازیکن فوتبال اهل آلمان است.
از باشگاه‌هایی که در آن بازی کرده‌است می‌توان به باشگاه فوتبال بوخوم، باشگاه فوتبال بروسیا دورتموند، باشگاه فوتبال اوردینگن ۰۵، باشگاه فوتبال آینتراخت برانشوایگ، و باشگاه فوتبال اسنابروک اشاره کرد.
وی همچنین در تیم ملی فوتبال West Germany B بازی کرده‌است.